# مايكوب
مايكوب (بالأديغية: Мыекъуапэ مايكواب، بالروسية: Майкоп)، وتعني بالأديغية «سهل التفاح»، عاصمة جمهورية أديغيا ذات الحكم الذاتي في الاتحاد الروسي، وهي أكبر مدن هذه الجمهورية، والتي تعد واحدة من الجمهوريات الشركسية. وتقع المدينة على الضفة اليمينية لنهر بيلايا (أحد روافد نهر الكوبان)، حوالي 1,600 جنوب موسكو، وبلغ عدد سكان المدينة حوالي 144,246 نسمة (إحصاء 2010).
ومعنى اسم المدينة باللغة المحلية - وادي التفاح البري. وفعلا تعكس التسمية جمال المدينة والطبيعة المحيطة التي لانظير لها، حيث تغرق المدينة في الخضرة والزهور ويعتبر منتزه المدينة الذي يحتوي على المسابح والمطاعم والمقاهي ومدينة ألعاب من أجمل مناطقها قاطبة.

## التاريخ
أُنشِأت المدينة في 1857 لتكون قلعة روسية ضمن أراضي الأديغية، حيث أصبحت قاعدة أمامية إستراتيجية مهمة في آخر مرحلة من حرب القوقاز (1763 - 1864) وهذا المكان الذي تقع عليه مدينة مايكوب كان مأهولا بالسكان منذ أكثر من 5,000 سنة وتشير الحفريات الأثرية التي اجريت على تل «وشاد» عام 1897 إلى اكتشاف مقبرة غنية يبدو أنها لسلالة رئيس القبيلة حيث تعود إلى الالف الثالث قبل الميلاد، مايكوب هي موطن «ثقافة مايكوب» التي نشأت في عصر البرونز والتي سميت باسم المدينة لوجود مكان دفن ملكي في المدينة، كما عثر على كثير من التحف المصنوعة من الذهب والفضة في 1897 بنفس المنطقة، حيث قام بالتنقيب نيكولاي فيسيلوفسكي هناك. ويعود قدم تلك الثقافة إلى 3700-2500 قبل الميلاد. وصل ارتفاع الغرفة المطمورة إلى 10 أمتار ومساحتها إلى 200 م، حيث وجد فيها قبرين أحدهما مغطى بالمنحوتات.
بعد انتهاء حرب القوقاز (1763 - 1864) كانت القلعة نقطة إستراتيجية مهمة في منطقة ماوراء الكوبان للاستيلاء على اديغيا. في عام 1860 شكلت قوات قوزاق الكوبان والتي قسمت إلى 7 فرق كانت إحداها فرقة مايكوب. ومع حلول السلام في المنطقة وبداية الاستقرار تطورت المدينة تجاريا وصناعيا. ففي نهاية القرن 19 تكونت المدينة من 121 بيتا من الحجر و5340 بيتا خشبيا وفيها 5 كنائس ومعبد يهودي ومسجد ومدارس حكومية للبنين والبنات وأخرى أهلية كما افتتحت صيدليتان إضافة إلى 112 من المصانع وغيرها من المؤسسات الصناعية المختلفة. وفي 1895 افتتحت فيها مكتبة عامة. في عام 1870 أصبحت المدينة مركزا لمقاطعة. بعد اكتشاف النفط عام 1909 في منطقة مايكوب ازدادت أهمية المدينة كثيرا حيث اسست فيها شبكة للهاتف عام 1910 وربطت بخط للسكك الحديد عام 1912.
بعد الثورة البلشفية عام 1917 بقيت المدينة تحت سيطرة قوات الحرس الأبيض بقيادة الجنرال دينيكين وقوات قوزاق كوبان المضادة للثورة حتى عام 1920. وكان لتأسيس مقاطعة اديغيا ذاتية الحكم تأثير كبير في التطور الثقافي خاصة وانه تم ايجاد الأبجدية الجديدة للغة الشركسية، حيث كان الشركس يستعملون الأبجدية العربية واصدروا مطبوعات بلغتهم الام، حيث تم في عام 1931 القضاء نهائيا على الامية في المنطقة. في 1936 دمجت مايكوب والمناطق المحيطة في منطقة أديغيا المستقل ذاتيا وأصبحت المركز الإداري للمقاطعة. وخلال سنوات الحرب العالمية الثانية (1941 – 1945) احتل الفيرماخت مايكوب من أغسطس 1942 حتى يناير 1943، إلى أن حررها الجيش الأحمر.
في عام 1990 اقر مجلس نواب الشعب الاديغة خاسا في المقاطعة تحويل مقاطعة اديغيا ذاتية الحكم إلى جمهورية اديغيا وعاصمتها مدينة مايكوب وقد وافق مجلس نواب الشعب لروسيا السوفيتية على ذلك في يوليو/تموز عام 1991.
ومع انهيار الاتحاد السوفياتي عاد الاهتمام بالدين الإسلامي، وقد قامت إمارة رأس الخيمة إحدى إمارات دولة الإمارات العربية المتحدة بتبرع سخي حوالي المليون دولار لبناء المسجد المركزي في مايكوب.
وتوجد في مايكوب صحيفتان حكوميتان يوميتان باللغة الشركسية والروسية، ويوجد معهد للعلوم الإنسانية وكلية للأدب الشركسي تابعة لجامعة الاديغي الحكومية، وأيضا يوجد جامعة مايكوب التكنولوجية.
في العام 1998 عاد حوالي 200 شخص من شراكسة كوسوفو إلى مايكوب اثر حرب كوسوفو ضمن قانون العودة للشتات الشركسي والمقر في دستور الاديغي مادة رقم 10، حيث أن الاديغي تعترف بحق العودة للشتات الشركسي بغض النظر عن جنسياتهم.

## السكان
كانت إحصائيات النسب العرقية في مايكوب في 2002 كالتالي:
- الروس (72,59%)
- الأديغة (16,65%)
- الأرمن (2,99%)
- الأوكرانيون (2,52%)

| 1897    | 1923    | 1926    | 1939    | 1959    | 1967    | 1970    |
| ------- | ------- | ------- | ------- | ------- | ------- | ------- |
| 34,200  | 43,300  | 52,300  | 55,900  | 82,200  | 106,000 | 110,000 |
| 1979    | 1982    | 1986    | 1989    | 1998    | 2002    | 2008    |
| 127,800 | 134,000 | 142,000 | 148,600 | 166,500 | 156,931 | 153,468 |

## المناخ
الأرقام المناخية التي سجلت في 2009 - 2010:
| البيانات المناخية لـمايكوب   | البيانات المناخية لـمايكوب | البيانات المناخية لـمايكوب | البيانات المناخية لـمايكوب | البيانات المناخية لـمايكوب | البيانات المناخية لـمايكوب | البيانات المناخية لـمايكوب | البيانات المناخية لـمايكوب | البيانات المناخية لـمايكوب | البيانات المناخية لـمايكوب | البيانات المناخية لـمايكوب | البيانات المناخية لـمايكوب | البيانات المناخية لـمايكوب | البيانات المناخية لـمايكوب |
| الشهر                        | يناير                      | فبراير                     | مارس                       | أبريل                      | مايو                       | يونيو                      | يوليو                      | أغسطس                      | سبتمبر                     | أكتوبر                     | نوفمبر                     | ديسمبر                     | المعدل السنوي              |
| ---------------------------- | -------------------------- | -------------------------- | -------------------------- | -------------------------- | -------------------------- | -------------------------- | -------------------------- | -------------------------- | -------------------------- | -------------------------- | -------------------------- | -------------------------- | -------------------------- |
| متوسط درجة الحرارة الكبرى °ف | 39.0                       | 42.4                       | 51.8                       | 64.8                       | 72.7                       | 72.7                       | 84.0                       | 83.3                       | 75.7                       | 63.7                       | 54.1                       | 44.4                       | 62.4                       |
| المتوسط اليومي °ف            | 31.1                       | 34.3                       | 42.3                       | 54.7                       | 62.2                       | 68.5                       | 73.0                       | 72.1                       | 64.6                       | 53.6                       | 45.7                       | 37.0                       | 53.3                       |
| متوسط درجة الحرارة الصغرى °ف | 23.2                       | 26.1                       | 32.7                       | 44.4                       | 51.8                       | 57.9                       | 62.1                       | 60.8                       | 53.4                       | 43.3                       | 37.0                       | 29.7                       | 43.5                       |
| الهطول إنش                   | 2.4                        | 1.6                        | 2.0                        | 2.3                        | 2.9                        | 3.5                        | 2.8                        | 2.3                        | 2.4                        | 2.6                        | 3.0                        | 2.7                        | 30.5                       |
| متوسط درجة الحرارة الكبرى °م | 3.9                        | 5.8                        | 11.0                       | 18.2                       | 22.6                       | 22.6                       | 28.9                       | 28.5                       | 24.3                       | 17.6                       | 12.3                       | 6.9                        | 16.9                       |
| المتوسط اليومي °م            | −0.5                       | 1.3                        | 5.7                        | 12.6                       | 16.8                       | 20.3                       | 22.8                       | 22.3                       | 18.1                       | 12.0                       | 7.6                        | 2.8                        | 11.8                       |
| متوسط درجة الحرارة الصغرى °م | −4.9                       | −3.3                       | 0.4                        | 6.9                        | 11.0                       | 14.4                       | 16.7                       | 16.0                       | 11.9                       | 6.3                        | 2.8                        | −1.3                       | 6.4                        |
| الهطول مم                    | 60                         | 41                         | 51                         | 58                         | 73                         | 89                         | 70                         | 58                         | 62                         | 66                         | 75                         | 69                         | 772                        |
| متوسط الرطوبة النسبية (%)    | 78                         | 75                         | 72                         | 68                         | 71                         | 69                         | 68                         | 62                         | 74                         | 75                         | 80                         | 79                         | 73                         |
| المصدر:                      |                            |                            |                            |                            |                            |                            |                            |                            |                            |                            |                            |                            |                            |

## التعليم
وتتركز في المدينة المؤسسات الثقافية والعلمية الأساسية مثل جامعة اديغيا الحكومية وجامعة مايكوب الحكومية التكنولوجية وجامعة الكوبان الوطنية الطبية وعدد من المدارس والمعاهد المهنية والمؤسسات الطبية وغيرها من المنشآت التعليمية.

## المواصلات
يخدم مطارا «مايكوب» و«خان» كالمطاران الرئيسيان في مايكوب.
يعمل نظام الباص في خمس طرق رئيسية في المدينة، التروليباص 12 طريق في المدينة، 50 خط طولها 38,7 كم، كما تعمل سيارات الأجرة في أكثر من 30 طريق.

### مطار مايكوب
مطار مايكوب (بالروسية: Аэропорт «Майкоп») (إيكاو: URKM) هو مطار مدني يقع في شمال مايكوب، روسيا. لا يحوي المطار على سطح صلب، لكن يمكن للطائرات النفاثة أن تهبط عليه إن كان الطقس جافاً، ولا يوجد حالياً أي خدمة مجدولة لهذا المطار. ويوجد هناك مشروع بقيمة مليار روبل لإعادة بناء المطار وتأهيله.
وتوجد فيها بيوت للراحة والاستجمام ودور السينما ومسرح الدراما الحكومي وقاعات للموسيقى والحفلات والمتاحف التاريخية وأهمها متحف الجمهورية الذي اسس عام 1925 ويحتوي على 70 الف قطعة من المعروضات المختلفة التي تتحدث عن تاريخ المدينة والمنطقة.
ومن المناطق التي تستحق الزيارة هي منطقة الضاحية الشمالية للمدينة حيث انشئ فيها نصب تذكاري لضحايا الحرب الأهلية واخر لضحايا بحارة اسطول البحر الأسود الذين قاموا باول انزال جوي في الحرب الوطنية العظمى إضافة إلى الآثار التاريخية القديمة.
ومن المعالم المعمارية للمدينة كاتدرائية الثالوث الاقدس (1882) وكنيسة القيامة (1833) والكنيسة الارمنية (1912) ومبنى الصيدلية (1889) ومبنى البريد (1883) وبيت بوشكين (1900) والمسجد الجديد وغيرها من المعالم المعمارية القديمة والحديثة.

## إف سي دروجبا مايكوب
إف سي دروجبا مايكوب (بالروسية: ФК "Дружба" Майкоп) («دروجبا» تعني «الصداقة») هو فريق كرة قدم روسي، أسس في 1963 في مايكوب. حيث كان أكبر إنجاز حققه في دورة 1992/1993 عندما وصل إلى نصف النهائيات في الكأس الروسي. يلعب الفريق بدءاً من 2009 في الدوري الثاني الروسي، وكان يعرف باسم يوروجاي مايكوب في بداية تأسيسه.

## اقرأ أيضاً
- حضارة مايكوب